# NGC 1137
NGC 1137 è una galassia a spirale circondata da un anello e situata nella costellazione della Balena, a una distanza di circa 136 milioni di anni luce dalla nostra Via Lattea.

## Scoperta
La galassia è stata scoperta il 17 ottobre 1885 dall'astronomo statunitense Lewis Swift.

## Descrizione
NGC 1137 ha una classe di luminosità II e presenta una larga riga a 21 cm dell'idrogeno neutro.

## Supernova
Il 9 dicembre 2010, all'interno di NGC 1137 è stata scoperta la supernova SN 2010lp da alcuni astronomi amatoriali, lo statunitense Tim Puckett, il canadese Jack Newton e  L. Cox. La supernova è stata classificata di tipo Ia.

## Gruppo di NGC 1137
NGC 1137 è la più luminosa galassia di un gruppo di galassie che porta il suo nome. Il Gruppo di NGC 1137 comprende almeno cinque membri, cioè NGC 1137, NGC 1153, IC 273, IC 277 e UGC 2441.
Secondo Mahtessian, a queste cinque galassie va aggiunta UGC 2446, in quanto essa forma una coppia di galassie con NGC 1153.